# Завод полівінілхлориду у Балані

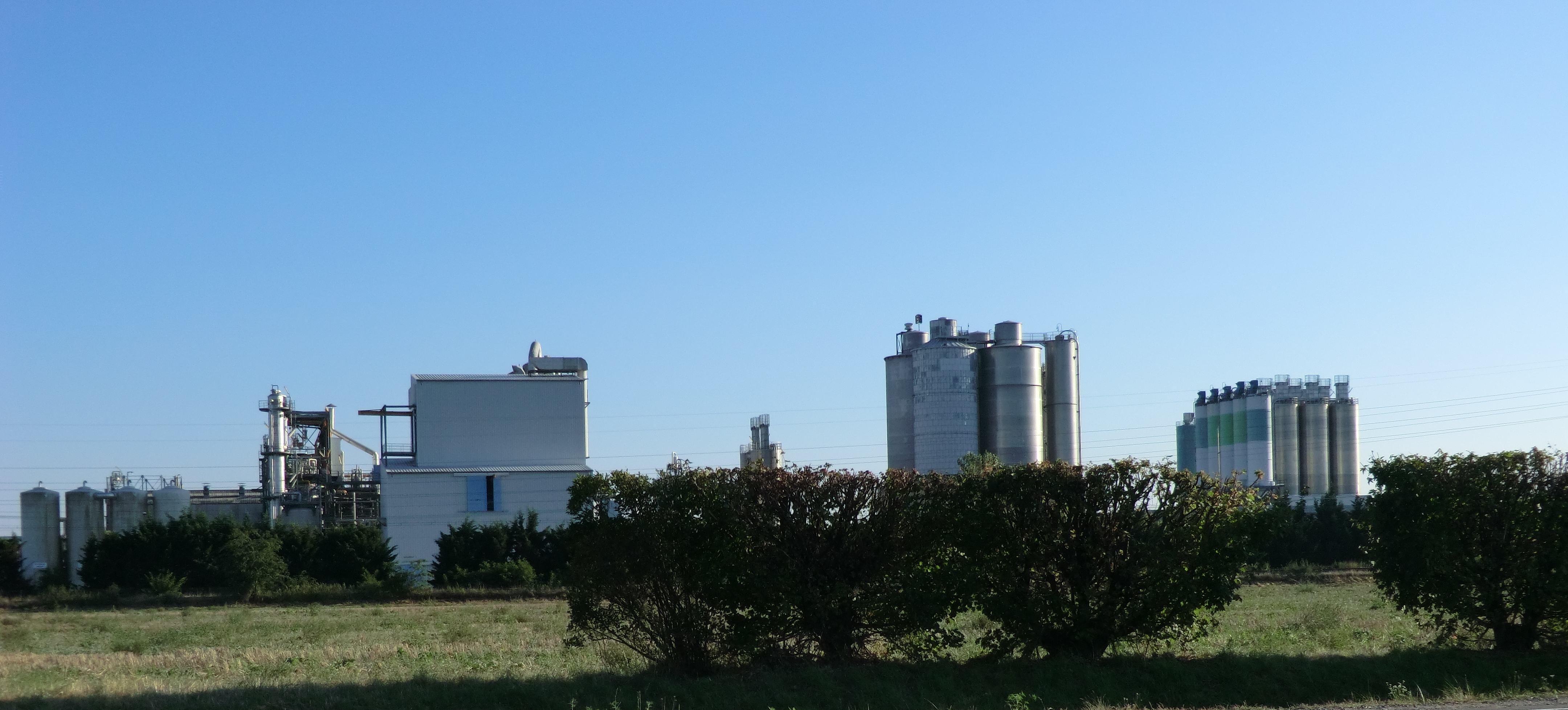
Комплекс з виробництва полімерів у Балані

Завод полівінілхлориду у Балані – виробничий майданчик на південному сході Франції поблизу від міста Ліон.
В 1960-х роках компанія Societe Aquitaine-Organico (дочірня структура нафтогазової Aquitaine, що з 1976-го після злиття з Elf-ERAP стала Elf-Aquitaine) почала розвивати в Балані майданчик з виробництва полімерів, одним з напрямків якого став випуск полівінілхлориду. Завод був заснований в 1965 році, хоча за іншими даними діяльність почалась вже у 1964-му.
Сировину для полімеризації – мономер вінілхлориду – міг постачати завод у Жаррі, який в 1968-му перейшов на нову технологію виробництва мономеру зі значним зростанням потужності. Додаткову сировину забезпечував завод у Лавері (поблизу устя Рони), що почав діяльність в тому ж 1968-му. З 1983-го виробництво мономеру вінілхлориду в Жаррі припинили, проте вже з 1980-го в усті Рони діяв новий виробник в Фос-сюр-Мер, а майданчик в Лавері нарощував потужності. Доставку мономеру з Лавери та Фос-сюр-Мер спочатку здійснювали залізницею, а з 2003-го перейшли на комбінований маршрут – баржами «Samoen» та «Passaat» по Роні, а потім по вінілхлоридопроводу Сен-Фон – Балан.
Первісно майданчик в Балані могли продукувати 30 тисяч тонн полівінілхлориду на рік. Станом на 1971 цей показник довели до 70 тисяч тонн, а на початку 2020-х він складає 300 тисяч тонн 
Що стосується компаній, які опікувались заводом, то в 1971-му Aquitaine та інший нафтогазовий концерн Total утворили на паритетних засадах Aquitaine Total Organico, яка в 1973-му була перейменована на ATO Chimie. В 1980-му майданчик опинився під контролем компанії Chloé Chimie, що сконцентрувала активи, пов’язані з хлором та етиленом. В цьому випадку Elf-Aquitaine і Total мали по 40,25%, тоді як ще 19,5% отримала група Rhône-Poulenc в обмін на свій хімічний бізнес. Втім, невдовзі Rhône-Poulenc вийшла з учасників, а в 1983-му Total продала Elf Aquitaine свою частку в Chloé Chimie, після чого Elf Aquitaine створила компанію Atochem (остання отримала активи не лише Chloé Chimie, але й Produits Chimiques Ugine Kuhlmann). В 1992-му компанія була перейменована на Elf Atochem, а з 2000-го (невдовзі після входження  Elf-Aquitaine у склад Total) отримала назву Atofina. В 2004-му Total створила на основі Atofina іншу структуру – Arkema. 
В 2012-му Arkema продала свій бізнес з виробництва вінілхлориду компанії Kem One, що належала Klesch Group. В 2014-му на тлі кризових процесів у капітал Kem One увійшов французький підприємець Alain de Krassny, який станом на 2015-й сконцентрував 90% частку Kem One. В 2021-му De Krassny GmbH продала свої акції інвестиційному фонду Apollo Funds.